# Levijatan (spis)
„Levijatan“ je političko-filozofski spis engleskog materijaliste Tomasa Hobsa, objavljen 1651. godine. Riječ „levijatan“ je hebrejskog porijekla i znači „morska neman“, „veliki brod“ ili „snažan čovjek“. Kod Hobsa, levijatan je suverena državna vlast (za njega najbolja u formi apsolutne monarhije), koja je potrebna da bi se ljudi prisilili da vrše svoje obaveze. Zato oni sklapaju ugovore o tome da „svoju moć i snagu prenesu na jednog čovjeka ili na skup ljudi“, i tako obrazuju državnu zajednicu. Inače, ljudi bi se vratili u prirodno stanje u kome je čovjek čovjeku vuk, a iz koga su izašli prećutnim društvenim ugovorom na osnovu razumnog pravila da ne čine jedan drugom ništa što ne bi željeli da i drugi njima čine.

## O prirodnom stanju ljudi u vezi sa njihovim blagostanjem i njihovom bijedom
Ljudi su od prirode jednaki - „Priroda je ljude stvorila jednakim u pogledu telesnih i duhovnih sposobnosti, jer niko nije toliko slab da ne može da ubije najjačeg, bilo mahinacijama ili udruživanjem sa drugima, i svako može imati mudrosti ako odvoji dovoljno vremena i truda”. 
Od jednakosti dolazi nepoverenje – Od prve jednakosti sledi jednakost u nadi da ćemo postići svoje ciljeve; stoga, ako dvoje žele istu stvar, obojica postaju neprijatelji i nastoje jedan drugog da unište ili potčine, očekujući da će i drugi to želeti njima kada jednom postignu svoj cilj.
Od nepoverenja proizilazi rat. Da bi se obezbedio od zaziranja drugih, čovek nema drugi izbor nego da prvi udari silom. U prirodi čovekovoj su tri uzroka svađe: takmičenje, podozrivost i slava. Prvi navodi ljude da udaraju na druge dobiti radi, drugi radi bezbednosti, a treći radi sticanja ugleda.
Izvan uređenih država postoji uvek rat svakog protiv svakog. Stanje rata nije samo u borbi, već i u spremnosti na borbu; a ljudi, dok žive bez jedne zajedničke vlasti koja je sposobna da ih drži u strahu, žive u stanju rata.
Nezgode od takvoga rata. U takvom stanju nema mesta nikakvoj radinosti, nema kulture, nema društva. Čovekov život je tada usamljenički, siromašan, opasan i kratak. Dok nema zakona ne zna se šta je zabranjeno, tj. čovek na sve ima pravo. 
U takvom ratu ništa nije nepravo. Gde nema zajedničke vlasti, tu nema prava; gde nema prava tu nema nepravde. To su svojstva koja se vezuju za čoveka u društvu, ne u samoći. 
Strasti koje čoveka navode na mir. Strah od smrti, želja za stvarima koje život čine udobnim, i nada da radinošću može da ih dobije. Razum sugeriše pogodne mirovne klauzule s kojima ljudi mogu da se saglase, a one se drugim rečima nazivaju prirodnim zakonima.

## O prvom i drugom prirodnom zakonu i o ugovorima
Prirodno pravo, koje pisci obično nazivaju ius naturale, jeste sloboda što je svaki čovek ima da se sopstvenim moćima služi onako kako sam želi za održanje sopstvene prirode, tj. sopstvenog života, pa stoga i sloboda da čini sve ono što po svom rasuđivanju i razumu smatra najpogodnijim sredstvom za tu svrhu.
Pod slobodom se razume odsustvo spoljašnjih prepreka, koje čoveka mogu da ograniče u činjenju onog što bi htio, ali koje ga ne mogu sprečiti da moć koja mu ostaje upotrebi onako kako mu njegovo rasuđivanje i razum nalažu.
Prirodni zakon, lex naturalis, jeste izvestan propis ili izvjesno opšte pravilo do koga se razumom došlo, a po kome je zabranjeno čoveku da čini ono čime se uništava život ili se oduzimaju sredstva za održanje života i da propušta ono čime bi, po njegovom mišljenju, život najbolje mogao da se održi. Pravo i zakon, ''ius i lex, treba razlikovati, zato što se pravo sastoji u slobodi da se što čini ili da se od toga uzdrži, dok zakon naređuje i obavezuje na jedno od toga, tako da se zakon i pravo razlikuju kao što se razlikuju obaveza i sloboda, što u jednoj istoj stvari ne može istovremeno da postoji.
Od prirode, svaki čovek ima pravo na sve. Zbog toga, opšte pravilo razuma, tj. osnovni prirodni zakon, govori da svaki čovek treba da teži za mirom sve dotle dok se nada da će ga postići, a kad ne može da ga dobije, da može tražiti i upotrebiti sva sredstva i sve koristi rata. Prvi deo je osnovni zakon prirode: težiti miru i održavati mir, a drugi deo je najviše prirodno pravo: braniti se svim mogućim sredstvima. 
Iz ovog osnovnog zakona prirodnog, koji naređuje ljudima da teže za mirom, izvodi se drugi zakon: da je čovek spreman, ako su i drugi isto tako spremni, ukoliko to smatra potrebnim za mir i za svoju odbranu, da napusti ovo pravo na sve stvari i da se zadovolji sa onoliko slobode prema drugim ljudima koliko je i on voljan da drugim ljudima protiv sebe prizna. Ljudi su u stanju rata dok nisu spremni da se liše nekih prava, ali dok svi nisu spremni da se liše nekih prava, dotle pojedinac nema nikakvog razloga da sebe ograničava: što tražiš da drugi tebi čine, to i ti čini drugima. 
Napustiti jedno pravo da se nešto čini, znači lišiti se sloboda da drugog ometamo u korišćenju njegovog prava da to isto čini. Jer onaj ko je odstupio od svog prava time nije drugom dao nikakvo pravo koje ovaj već nije imao po prirodi. Pravo je napušteno ili prostim odricanjem od prava, ili prenošenjem prava na nekog drugog.
Prostim odricanjem, kad se onaj ko pravo napušta ne brine ko će imati koristi od toga odricanja. Prenošenjem, kad je onaj ko pravo napušta imao nameru da korist od toga pripadne određenom licu ili licima. Za onog ko se odrekao svog prava kaže se da je vezan, ili obavezan, da ne ometa drugog u korišćenju tog prava; njegova je dužnost da ne pogazi taj svoj voljni akt. 
Kad čovek svoje pravo prenosi ili se prava odriče, on to čini samo zato što u naknadu dobija kakvo pravo koje se na njega prenosi ili zato što se nada da će time dobiti neko drugo dobro. Pošto čovek sve to radi težeći svom dobru, postoje prava kojih se ne može lišiti, npr. prava da se silom brani ako ga silom napadaju da bi ga ubili; isto važi i za ranjavanje, okove ili drugo lišenje slobode. 
Uzajamno prenošenje prava jeste ono što ljudi nazivaju ugovorom. Ako se stvar predaje istovremeno sa prenošenjem prava, onda je to ugovor; ako se prvo predaje stvar a od drugog kasnije očekuje nešto za uzvrat, onda je to sporazum; ako se obe strane dogovore da će činidbe ispuniti kasnije, radi se o obećanjima; kada nema uzajamnog prenošenja prava, onda je to poklon.
Ostali prirodni zakoni:
- pravda, postoji samo kada ima sporazuma, i svodi se na poštovanje sporazuma; a pravedno je i dati čoveku ono što je njegovo: stoga i pretnja kaznom usled neizvršenja sporazuma, i garancija svojine, može postojati samo tamo gde ima sile, tj. države;
- blagodarnost
- uzajamno prilagođavanje ili popuštanje
- spremnost za praštanje
- da ljudi, sveteći se, samo poštuju buduće dobro
- protiv prezira
- protiv oholosti
- protiv nadmenosti
- pravičnost
- ravnopravno korištenje zajedničkih stvari,
- o određivanju učešća putem kocke,
- o primogenituri i prvom zauzeću,
- o posrednicima,
- o podvrgavanju arbitraži,
- niko nije sudija u sopstvenoj stvari,
- ne može biti sudija nijedan čovek koji u sebi nosi neki prirodni uzrok pristrasnosti,
- o svedocima;

Rezime svih zakona: ne čini drugome šta ne želiš da tebi bude učinjeno. Prirodni zakoni su večiti i nepromenjivi, i poznavanje tih zakona predstavlja istinsku moralnu filozofiju.

## O uzrocima, postanku i definiciji države
Cilj države: naročita sigurnost, koja se ne može imati po prirodnom zakonu, niti se može dobiti udruživanjem malog broja ljudi ili porodica, niti od velikog mnoštva, ako ovim ne upravlja samo jedno rasuđivanje, i to stalno. 
Rađanje države – Jedini način da se uspostavi takva zajednička vlast koja može biti sposobna da ljude brani od zavojevača spolja i od povreda koje jedni drugima nanose i da ih obezbedi tako da svojom marljivošću i plodovima zemlje mogu da se ishrane i da zadovoljno žive jeste da sve svoje moći i svu svoju snagu povere jednom čoveku ili jednom skupu ljudi koji će moći sve njihove volje putem većine glasova da svede na jednu volju. Kada mnoštvo prenese svoja prava na jednu ličnost, onda ono postaje jedna ličnost, postaje država. Država može da se definiše kao jedna ličnost, čije radnje izvesno veliko mnoštvo ljudi, na osnovu uzajamnog sporazuma, prima kao autor, i to svi pojedinci od kojih je mnoštvo sastavljeno, a sa ciljem da jedinstvena ličnost može da koristi snagu i sredstva svih onako kako to smatra pogodnim za njihov mir i zajedničku odbranu. Nosilac te ličnost je suveren, i njemu pripada suverena vlast, a svi ostali su njegovi podanici. 
O pravima suverena kao ustanove: 
Iz ovakvog ustanovljenja države izvode se sva prava i ovlašćenja za suverena: 
1. podanici ne mogu da promene oblik vladavine,
2. suverena vlast ne može da se izgubi,
3. niko ne može, a da ne učini nepravdu, protestovati protiv ustanovljenja suverena koje je proglasila većina,
4. podanik ne može pravedno da se tuži zbog suverenovih radnji,
5. ma šta suveren učinio, ne može biti kažnjen od strane svojih podanika,
6. suveren odlučuje šta je potrebno za mir i odbranu njegovih podanika, i odlučuje koja su učenja pogodna da se podanici njima uče,
7. pravo postavljanja pravnih pravila, po kojima će svaki znati šta je njegovo, tako da nijedan drugi podanik ne može to da mu oduzme a da ne učini nepravdu,
8. njemu pripada i vršenje pravosuđa i rešavanje sporova,
9. i vođenje rata i zaključivanje mira kako on za najbolje smatra,
10. i da bira sve savetnike i ministre kako u miru tako i u ratu,
11. i da nagrađuje i kažnjava, i to (ukoliko neki raniji zakon nije odredio meru) po svom nahođenju,
12. i za počasti.

To su prava što čine suštinu suverenosti, ona su nedeljiva i ne mogu se nikakvim načinom napustiti, a da se time direktno ne napusti suverena vlast. Moć i čast podanika iščezavaju u prisustvu suverene vlasti. Od suverene vlasti je manje zla no od odsustva svake vlasti, a zlo dolazi najvećim dijelom otuda što se nerado potčinjava manjem. 
Samo su tri različite vrste država: monarhija, aristokratija i demokratija, zavisno od toga ko ima suverenu vlast: jedan, više njih.

## Literatura
- Hobbes, Thomas (23. 12. 2010). Leviathan. Revised Edition. Broadview Press. ISBN 978-1-55481-003-1.. eds. A.P. Martinich and Brian Battiste. Peterborough, ON: Broadview Press, 2010. .„Broadview Press :: Independent academic publishers since 1985 :: Philosophy :: Leviathan - Revised Edition”. Архивирано из оригинала 06. 03. 2016. г. Приступљено 28. 02. 2021.
- Leviathan: Or the Matter, Forme, and Power of a Commonwealth Ecclesiasticall and Civill, ed. by Ian Shapiro (Yale University Press; 2010).
- Leviathan, Critical edition by Noel Malcolm in three volumes: 1. Editorial Introduction; 2 and 3. The English and Latin Texts, Oxford University Press, 2012 (Clarendon Edition of the Works of Thomas Hobbes).
- Bagby, Laurie M (2007), Hobbes's Leviathan : Reader's Guide, New York: Continuum.
- Baumrin, Bernard Herbert (ed.) Hobbes's Leviathan – interpretation and criticism Belmont, CA: Wadsworth, 1969.
- Cranston, Maurice (октобар 1951). „The Leviathan”. History Today. 1 (10): 17—21.
- Harrison, Ross (2003). Hobbes, Locke, and Confusion's Empire: an Examination of Seventeenth-Century Political Philosophy. Cambridge University Press.
- Hood, Francis Campbell (1964), The divine politics of Thomas Hobbes – an interpretation of Leviathan, Oxford: Clarendon Press.
- Johnston, David, The rhetoric of Leviathan – Thomas Hobbes and the politics of cultural transformation, Princeton, N.J.: Princeton University Press, 1986.
- Newey, Glen (2008), Routledge Philosophy Guidebook to Hobbes and Leviathan, New York: Routledge.
- Rogers, Graham Alan John (1995), Leviathan – contemporary responses to the political theory of Thomas Hobbes, Bristol: Thoemmes Press.
- Schmitt, Carl (2008), The Leviathan in the state theory of Thomas Hobbes – meaning and failure of a political symbol, Chicago: The University of Chicago Press(earlier: Greenwood Press, 1996).
- Springborg, Patricia (2007), The Cambridge Companion to Hobbes's Leviathan, Cambridge: Cambridge University Press.
- Windolph, Francis Lyman (1951), Leviathan and natural law, Princeton NJ: Princeton University Press.
- Zagorin, Perez (2009), Hobbes and the Law of Nature, Princeton: Princeton University Press.

## Spoljašnje veze
- Leviathan на пројекту Гутенберг
- Leviathan public domain audiobook at LibriVox